# Nguyễn Trọng Thưởng
Nguyễn Trọng Thưởng (chữ Hán: 阮仲奖), tước Trịnh Quận công (chữ Hán:郑郡公), là danh tướng của triều Lê trong trong lịch sử Việt Nam.

## Tiểu sử
Ông sinh vào khoảng giữa thế kỷ XVI tại làng Thượng Xá, tổng Thượng Xá, huyện Chân Phúc. Ông thuộc đời thứ 5 dòng dõi của Cương Quốc công Nguyễn Xí, là con trai trưởng của Thái bảo Hoằng Quận công Nguyễn Kế Hưng
Xuất thân từ một gia đình có truyền thống võ quan, từ nhỏ ông đã được rèn luyện thạo võ nghệ. Khi trưởng thành, ông thi đỗ Tạo sỹ võ và được triều đình cử làm “Đô hiệu điểm ti Tả hiệu điểm”, tước Nhân Lộc hầu, chỉ huy quân đội triều đình Bắc Hà.
Năm 1623, Trịnh Xuân giết cha là Trịnh Tùng, giành ngôi chúa. Mạc Kính Khoan biết tin liền đem quân đánh phá kinh thành Thăng Long. Vua Lê Thần tông cùng gia quyến phải bỏ thành lui về cố cung Thanh Hóa. Trước tình hình đó, Nguyễn Trọng Thưởng đã tập trung binh lính, các bá quan văn võ trong triều để bảo vệ kinh thành và đánh dẹp được quân nhà Mạc, buộc quân nhà Mạc phải rút lui lên Cao Bằng. Do có công lớn trong việc bảo vệ vua Lê, nên ông được phong Phụ quốc Thuần tín Dương võ Uy dũng Tán trị Công thần, Đặc tiến phụ quốc Thượng tướng quân, Điện tiền đô hiệu điểm ti Tả hiệu điểm Trinh Quận công.
Năm 1628, Nguyễn Trọng Thưởng cùng với em ruột là Nguyễn Kế Đại và con trai là Trịnh Xá hầu Nguyễn Trọng Chất, phó Đô sứ Nguyễn Trọng Hiền, Thượng trụ quốc Nguyễn Trọng Lương, tổ chức lực lượng chống lại quân của chúa Nguyễn đàng trong, tại khu vực Sông Gianh, Quảng Bình. Trong trận đánh này, Nguyễn Trọng Thưởng đã chiến đấu anh dũng và tử trận.
Để tưởng nhớ công lao của Nguyễn Trọng Thưởng, triều đình nhà Lê đã cho tổ chức quốc tang và đem thi hài của ông về an táng tại quê nhà.
Ngày 11 tháng 4 nhuận năm 1629, vua Lê Thần Tông đã ban chế, ca ngợi công đức của Nguyễn Trọng Thưởng. Bài chế có đoạn “Dụng binh theo binh pháp, làm rạng rỡ gia thanh. Theo đuổi việc nước, một lòng trung thành cung kính. Trong cung điện ngươi là kẻ tâm phúc, luôn ở bên hộ giá. Ngoài phủ soái ngươi là tướng nanh vuốt, gắng hết sức ruổi dong. Đánh bại địch giành nhiều thắng lợi”. Do vậy, ông được phong hiệu Nguyên soái Tổng quốc Thanh đô vương, tước Trịnh Quận Công 

## Câu đối
Hiện nay, tại nhà thờ còn lưu giữ câu đối được cho là của vua Lê ban tặng như sau:
“Sinh tác tam quân tướng
Tử vi vạn cổ thần”
Nghĩa là:
“Sống thì làm tướng ba quân
Chết làm thần muôn thuở

## Gia đình
Ngoài ra, để ghi nhớ công lao đóng góp của ông đối với triều đình, vua Lê Thần Tông đã ban sắc cấp 300 mẫu lộc điền. Vợ ông được phong “Đoan trang trinh tiết đại phu nhân công chúa”. Các con Nguyễn Trọng Chất, Nguyễn Trọng Hạ, Nguyễn Trọng Hiền, Nguyễn Trọng Lương, cháu của ông đều được phong chức tước cao.

## Vinh danh
Không chỉ được triều đình tôn vinh, Nguyễn Trọng Thưởng còn được nhân dân làng Thượng (nay là xóm 3, xã Nghi Hợp) ghi nhớ công lao, lập đền thờ phụng ở phía Bắc, sau đền thờ Thái sư quốc công Nguyễn Xí
http://nghean.gov.vn:10040/wps/portal/mainportal/chitiet/!ut/p/c4/04_SB8K8xLLM9MSSzPy8xBz9CP0os3j3ED8XX8tgYxNzE2dnA0dH52CPEDNTI18DU_2CbEdFAEbtBvY!/?WCM_GLOBAL_CONTEXT=/wps/wcm/connect/web+content+huyen+nghi+loc/hnl/ttsk/vanhoaxahoi/26ac1380453867b69421fd9f9c0f9199%5B%5D